# Cissusblättriger Ahorn
Der Cissusblättrige Ahorn (Acer cissifolium), auch Jungfern-Ahorn, ist eine Art aus der Gattung der Ahorne (Acer). Diese werden heute in die Familie der Seifenbaumgewächse (Sapindaceae) gestellt, bildeten früher aber eine eigene Familie Ahorngewächse (Aceraceae). Er wächst als laubabwerfender Baum und ist in Japan beheimatet, auf Japanisch heißt dieser Ahorn Mitsude-kaede (jap. 三手楓, dt. „dreihändiger Ahorn“). 

## Beschreibung
Der Cissusblättrige Ahorn ist ein kleiner Baum oder Großstrauch, der bis zu zehn Meter, in Ausnahmefällen bis zu 20 Meter hoch wird. Die Baumkrone ist rund und breit mit dicht stehenden waagerechten Ästen. Die Triebe sind olivgrün, sonnenseits rötlich, und anfangs behaart, später kahl. An älteren Zweigen ist die Rinde grau und bleibt lange glatt, wird aber an Ästen und Stamm im Lauf der Jahre rau.
Die Blätter erinnern an manche Arten der Gattung Cissus aus der Familie der Weinrebengewächse (Vitaceae). Sie sind dreizählig mit deutlich gestielten Blättchen. Diese sind verkehrt-eiförmig, zugespitzt, scharf grob gesägt, bewimpert, oberseits hellgrün und kahl. Das mittlere Blättchen erreicht eine Länge von fünf bis zehn Zentimetern an einem ein bis zwei Zentimeter langen Stielchen, die seitlichen Blättchen sind etwas kleiner. Der Blattstiel ist drahtartig dünn und drei bis zehn Zentimeter lang. Die Herbstfärbung ist orange bis scharlachrot, wobei sich die Blätter im Außenbereich der Krone früher verfärben als die im Kroneninnern.
Der Baum ist zweihäusig. Die Blüten erscheinen erst nach den Blättern. Sie sind klein, gelbgrün, in fünf bis zehn langen, aufrechten oder übergeneigten, behaarten Trauben, die 20 bis 50 Blüten enthalten. Die einzelne Blüte besteht aus vier Kelch- und vier Kronblättern. Männliche Blüten enthalten vier, selten fünf Staubblätter, das Gynoeceum fehlt komplett. Ebenso sind bei weiblichen Blüten keine Rudimente der Staubblätter sichtbar.
Die Früchte sind Spaltfrüchte mit spitzwinklig zueinander stehenden hellroten Flügeln, deren Spitze stark nach innen gebogen ist. Ein Same mit Flügel misst etwa 2,5 bis drei Zentimeter.

## Verbreitung
Die Heimat des Cissusblättrigen Ahorns liegt in Japan. Er kommt dort im südlichen Teil Hokkaidōs, auf Honshū, Kyushu und Shikoku vor. Er wächst dort in sommergrünen Laubwäldern, auf Honshū in Höhenlagen von 200 bis 1300 Meter.
In Mitteleuropa wird er selten gepflanzt und ist fast nur in Botanischen Gärten und Sammlungen anzutreffen.

## Systematik
Ursprünglich ist die Art als Negundo cissifolium Sieb. & Zucc. beschrieben worden.
Innerhalb der Gattung der Ahorne (Acer) wird die Art in die Sektion Negundo und die Serie Cissifolia eingeordnet.